# Guben
Guben (en bas-sorabe et polonais : Gubin, de 1961 à 1990 : Wilhelm-Pieck-Stadt Guben) est une ville allemande de l'arrondissement de Spree-Neisse, dans le land de Brandebourg. Située dans la région historique de Basse-Lusace, elle est traversée par la rivière Neisse qui depuis 1945 constitue la frontière germano-polonaise. C'est ainsi la partie allemande de la ville historique ; l'autre partie est polonaise : Gubin dans la voïvodie de Lubusz.

## Géographie
La ville se situe dans la région historique de Basse-Lusace, dans le sud-est du land de Brandebourg. Elle se trouve sur la rive ouest de la Neisse, en face de la ville polonaise de Gubin. Les Sorabes, peuple d'origine slave, sont présents dans cette région et une partie d'entre eux parlent toujours le sorabe.

### Quartiers
En plus du centre-ville, le territoire communal comprend cinq localités :
- Bresinchen
- Deulowitz
- Groß Breesen
- Kaltenborn
- Schlagsdorf

## Histoire
| Appartenances historiques Margraviat de Lusace 1033-1806 Couronne de Bohême 1367-1635 Électorat de Saxe 1635-1806 Royaume de Saxe 1806–1815 Royaume de Prusse (Province de Brandebourg) 1815–1918 République de Weimar 1918–1933 Reich allemand 1933–1945 Allemagne occupée 1945–1949 République démocratique allemande 1949–1990 Allemagne 1990–présent |

Dans la région, nombre de vestiges ont été découverts, allant du Paléolithique inférieur et du Mésolithique jusqu'à l'époque de la culture de la céramique cordée et de la culture d'Unétice. Pour la période du Bronze moyen (1600-1350 av. J.-C.), un peuplement continu depuis la présence de la culture lusacienne peut être démontré.
Le lieu est mentionné pour la première fois dans le processus de la colonisation germanique en 1033, faisant partie de la marche de Lusace. Il bénéficie d'une
situation géographique stratégique au croisement des routes du commerce qui conduisent de Leipzig à Poznań et de Görlitz à Francfort-sur-l'Oder. Le 1er juin 1235, les citoyens obtiennent le statut de ville selon le droit de Magdebourg des mains du margrave Henri l'Illustre. Le centre historique se trouvait sur la rive droite de la Neisse ; situé sur l'autre rive, un monastère bénédictin a été fondé en 1157.
En 1367, la ville et les domaines de la Basse-Lusace furent incorporés par la couronne de Bohême sous le règne de l'empereur Charles IV. Au XVe siècle, Guben est temporairement donnée en gage à l'électeur Frédéric II de Brandebourg, mais le roi Georges de Poděbrady a pu regagner le fief en 1462. Des grandes fortifications de la ville furent construites au XVIe siècle. Pendant la guerre de Trente Ans, par la paix de Prague en 1635, le margraviat de Basse-Lusace a été acquis par l'électeur Jean-Georges Ier de Saxe.

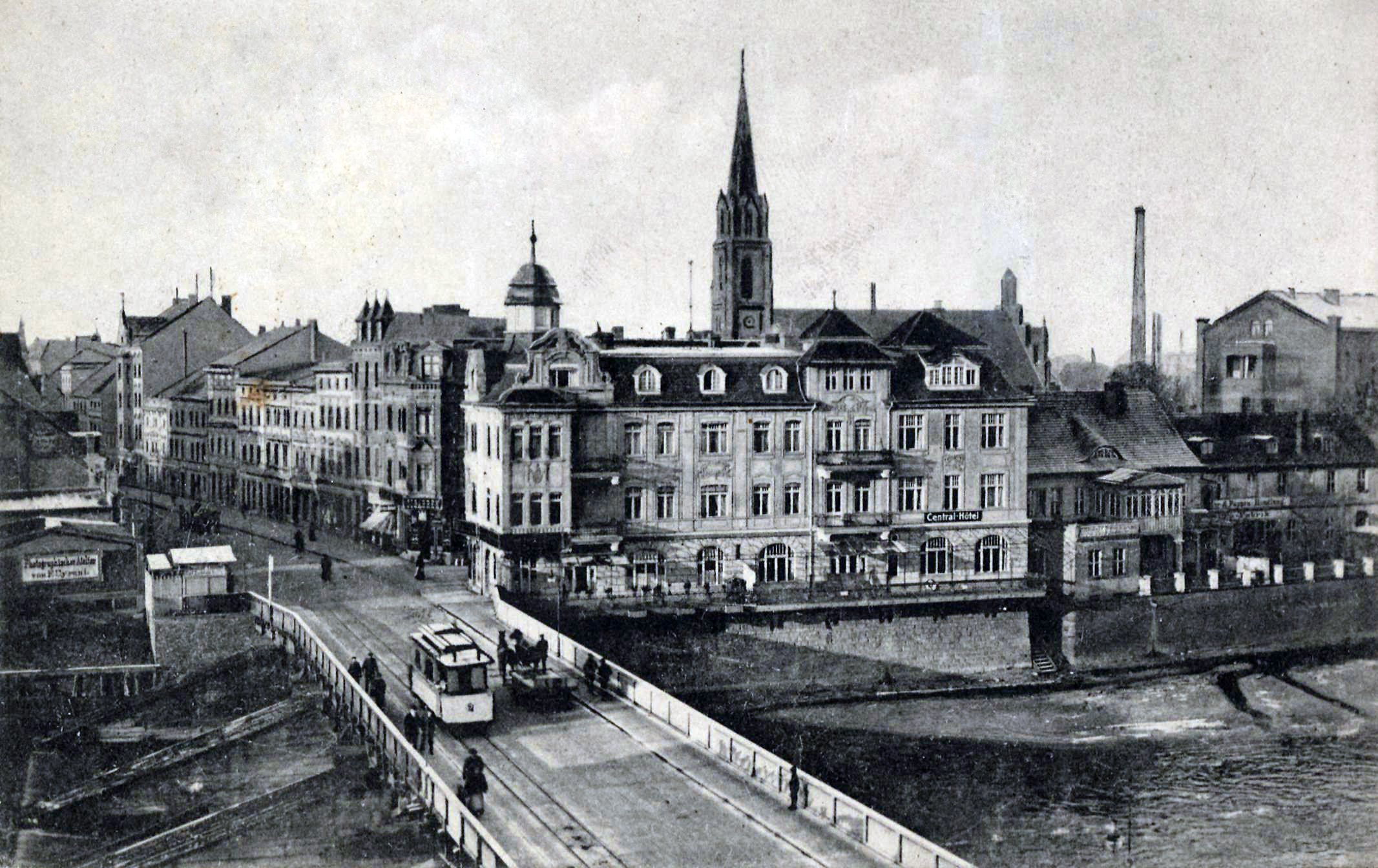
Rive gauche de la Neisse, vers 1920.

Après le guerres napoléoniennes, en 1815, le congrès de Vienne a accordé la Basse-Lusace au royaume de Prusse. Guben fit ainsi partie de la province prussienne de Brandebourg (dans le district de Francfort) jusqu'à la fin de la Seconde Guerre mondiale. Depuis 1846, la ville dispose d'une desserte ferroviaire sur la ligne de Berlin à Breslau. Le théâtre municipal de Guben fut inauguré en 1874 sur un îlot au milieu de la rivière Neisse.
Au cours du déplacement de la frontière entre l'Allemagne et la Pologne sur l’Oder et la Neisse à la conference de Potsdam en 1945, la partie Est de la Basse-Lusace et de la ville de Gubin furent cédées à la république de Pologne. Jusqu'à la réunification allemande en 1990, Guben faisait partie du district de Cottbus au sein de la République démocratique allemande (RDA).

## Jumelages

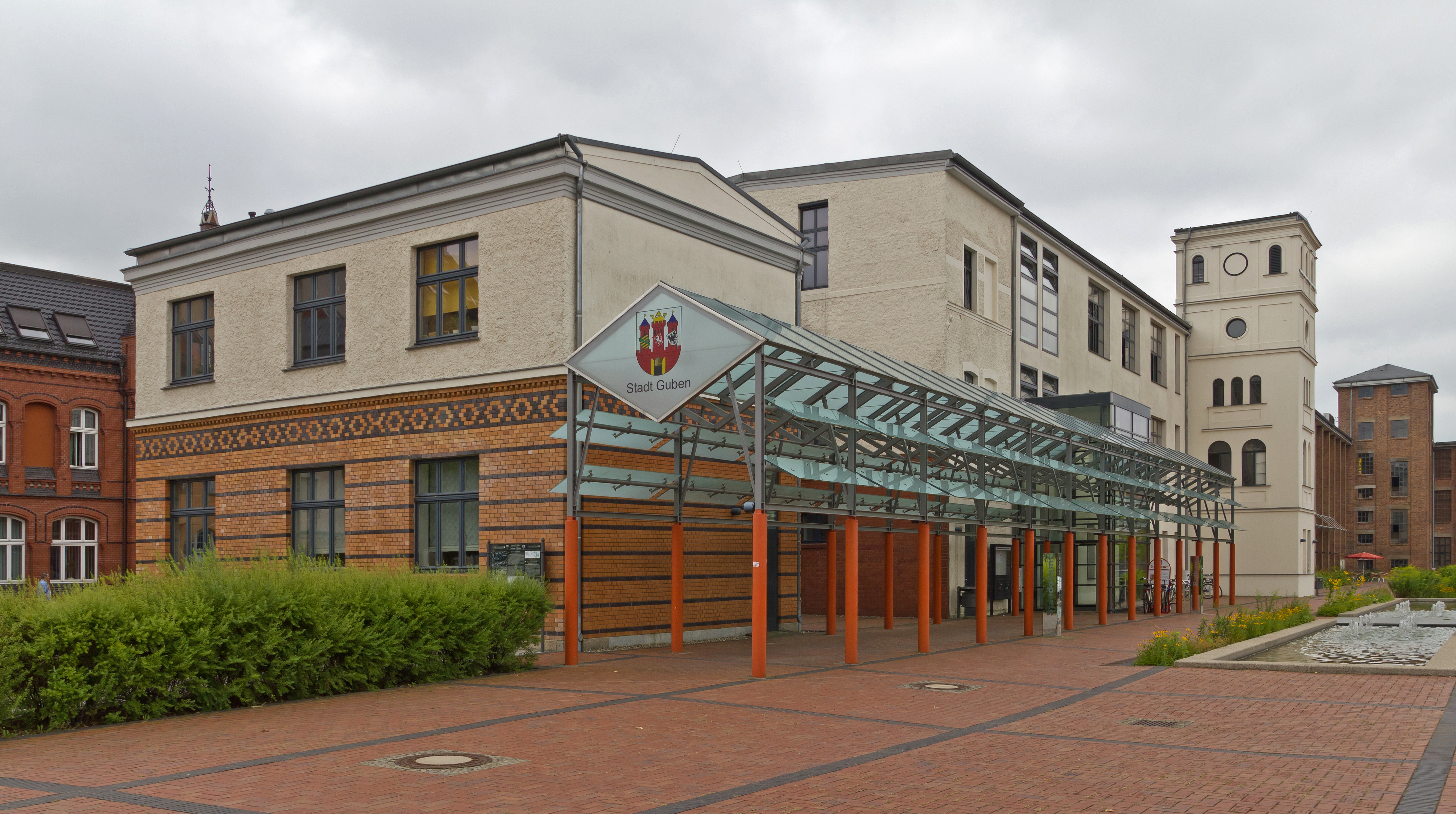
Hôtel de ville.

La ville de Guben est jumelée avec :
- Gubin (Pologne) ;
- Laatzen (Allemagne) ;
- Cittadella (Italie).

## Personnalités liées à la ville
- Johann Crüger (1598–1662), compositeur, organiste, et théoricien de la musique ;
- Johann Franck (1618–1677), juriste, avocat et poète ;
- Gottfried Kirch (1639–1710), astronome ;
- Christfried Kirch (1694–1740), astronome et éditeur ;
- Christine Kirch (1697–1782), astronome ;
- Corona Schröter (1751–1802), chanteuse, compositrice et actrice ;
- Johann Samuel Schroeter (1753–1788), pianiste et compositeur ;
- Ludwig von Falkenhausen (1844–1936), général ;
- Ludwig von Reuter (1869–1943), amiral ;
- Wilhelm Pieck (1876–1960), homme politique, chef d'État de la République démocratique allemande ;
- Gerhard Engel (1906–1976), général ;
- Gerhard Pohl (1937–2012), homme politique ;
- Barbara Dittus (1939–2001), actrice ;
- Lothar Thoms (né en 1956), coureur cycliste ;
- Detlef Uibel (né en 1959), coureur cycliste et entraîneur ;
- Danilo Hondo (né en 1974), coureur cycliste ;
- Ska Keller (née en 1981), femme politique ;
- Angela Brodtka (née en 1981), coureuse cycliste ;
- Mandy Hering (née en 1984), handballeuse ;
- Jerome Flaake (né en 1990), joueur de hockey sur glace.